# Steengroeve Sint-Pieters-Kapelle

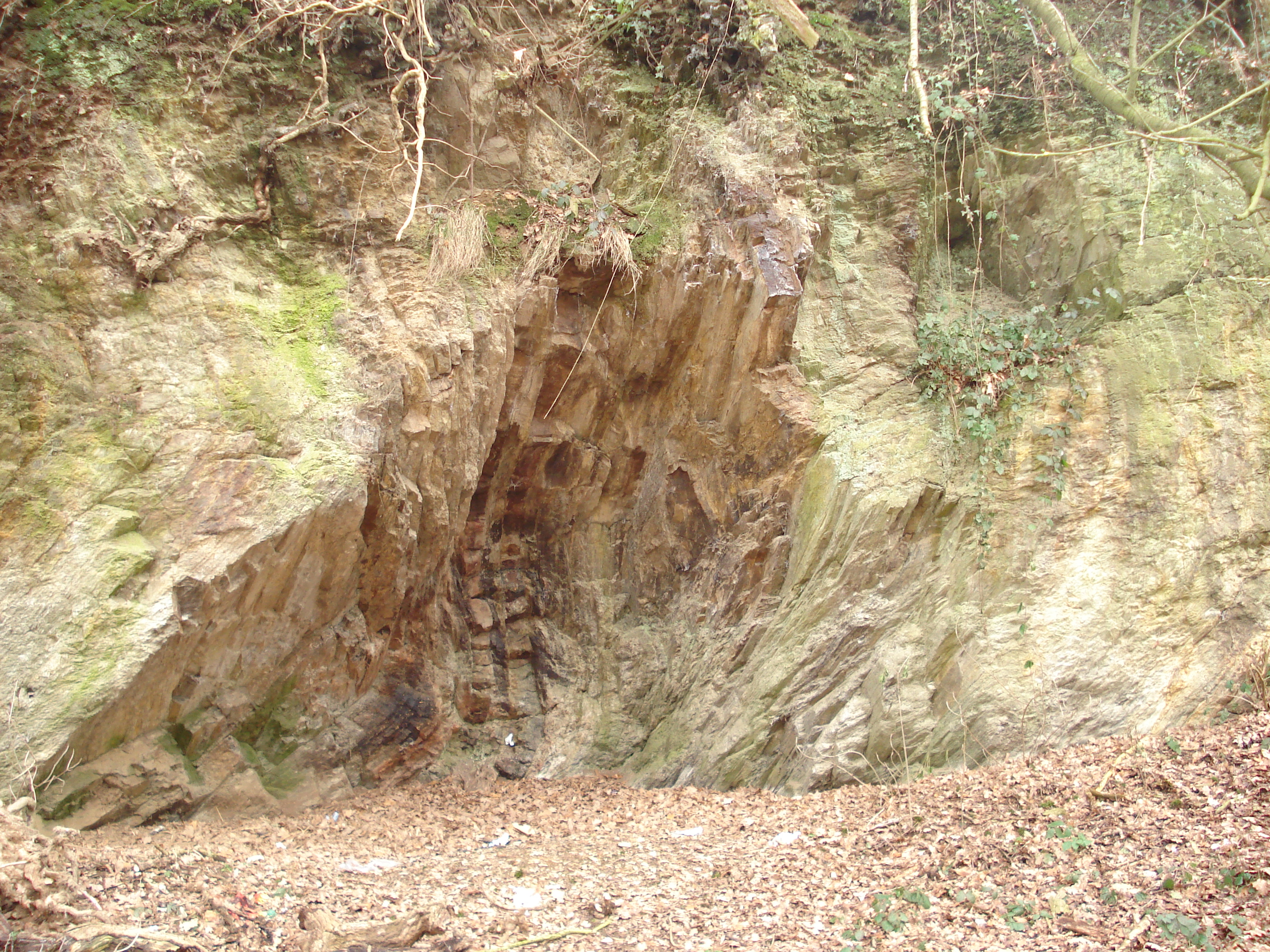
Steengroeve Sint-Pieters-Kapelle

De Steengroeve Sint-Pieters-Kapelle is een oude, verlaten steengroeve in het Belgische In Sint-Pieters-Kapelle, meer bepaald in het gehucht Garenne of Konijnenbos. Zij bevindt zich op de rechteroever van de rivier de Mark, kort nadat zij vanuit Henegouwen Vlaams-Brabant binnenstroomt. De groeve is helemaal bebost en vormt een prachtig stukje natuur.
Het gesteente dat hier aan de oppervlakte komt, dateert uit het Siluurtijdperk. Dit kleine gebied in de Markvallei en het gebied ten zuiden van Huizingen in de Zennevallei (Cambrium) zijn de enige plaatsen in Vlaanderen waar gesteenten uit het Paleozoïcum dagzomen.
Met de stenen uit de groeve van Sint-Pieters-Kapelle zijn in de streek vele oude gebouwen opgetrokken.